# Vertevelle

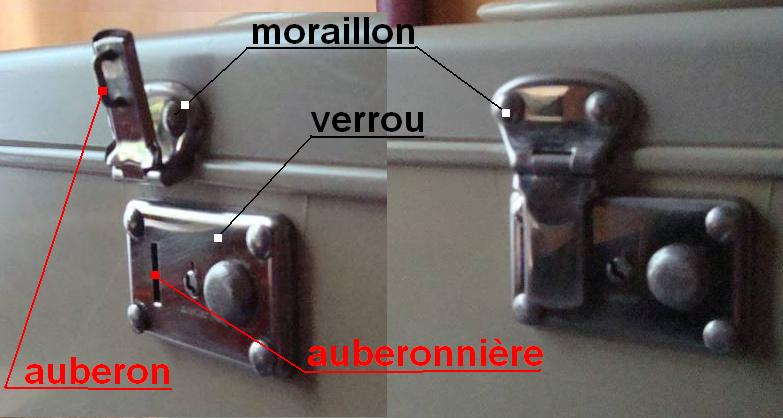
Vertevelle de coffret ou de valise.

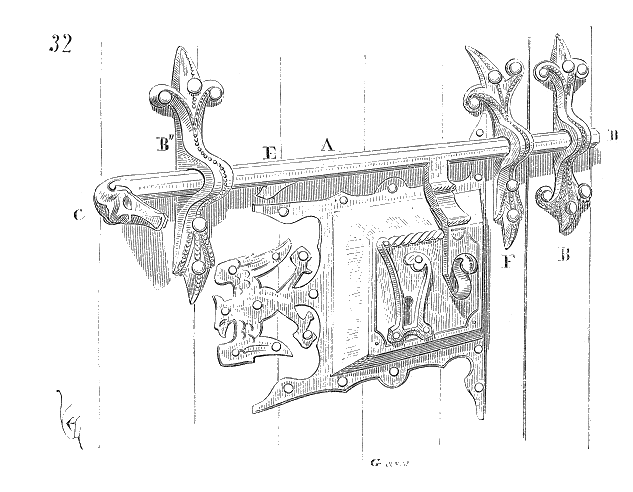
Figure 32 : le verrou A est forgé à pans et non cylindrique, ce qui facilite le glissement dans les embrasses ou pitons. L'auberon est supposé entrer dans l'auberonnière, et la serrure fermée. Si la porte est à un seul vantail, à la place du piton B est une gâche scellée dans la feuillure de pierre, ou fixée au dormant de bois. Après que l'embrasse B a été coulée dans la barre, la tête C de celle-ci a été forgée et burinée. Cette tête sert à tirer le verrou, lorsque le moraillon est soulevé. Un arrêt E, forgé avec la barre, arrête le verrou, de façon que son extrémité D ne puisse échapper l'œil de l'embrasse F (Dictionnaire raisonné de l’architecture française du).

La vertevelle, vertenelle ou verterelle, est une sorte de verrou horizontal à longue tige pourvu d'une serrure percée d'une ouverture dénommée auberonnière dans laquelle se place en saillie l'auberon, lui-même placé à l'extrémité du moraillon ou tige plate rabattable fixée perpendiculairement au verrou.
Une fois fermée, un pêne vient bloquer l'auberon à l'intérieur de l'auberonnière. Ce pêne est manœuvré par un bouton à ressort ou/et une clé.
- Genre de fermeture usuelle pour des meubles, portes et fenêtres à l'époque gothique, puis plus tard dans le design contemporain.

- C'est le type de fermeture employé pour les coffrets à documents et les valises.